# Michelle Perry
Michelle Perry (Los Ángeles, California; 1 de mayo de 1979) es una atleta estadounidense, especialista en la prueba de 100 m vallas, con la que ha logrado ser campeona mundial en 2007.

## Carrera deportiva
En el Mundial de Helsinki 2005 ganó el oro en 100 m vallas, con un tiempo de 12.66 segundos, por delante de las jamaicanas Delloreen Ennis-London (plata) y Brigitte Foster-Hylton (bronce).
Y dos años después, en el Mundial de Osaka 2007 vuelve a ganar la medalla de oro en la misma prueba, con un tiempo de 12.46 segundos, por delante de la canadiense Perdita Felicien y de nuevo la jamaicana Delloreen Ennis-London.